# Axinella crinita
Axinella crinita är en svampdjursart som beskrevs av Thiele 1905. Axinella crinita ingår i släktet Axinella och familjen Axinellidae.
Artens utbredningsområde är havet utanför Chile. Inga underarter finns listade i Catalogue of Life.